# Сєрова Олена Олегівна
Олена Олегівна Сєрова (нар. 22 квітня 1976, с. Воздвиженка, Приморський край) — російський державний і політичний діяч. Депутат Державної думи Федеральних зборів РФ VII скликання з 5 жовтня 2016 року. Член всеросійської політичної партії Єдина Росія. Герой Російської Федерації (2016).

## Життєпис
У березні 2001 року закінчила аерокосмічний факультет Московського авіаційного інституту (МАІ) імені С. Орджонікідзе з кваліфікацією — «інженер».
2003 року отримала другу вищу освіту в Московській державній академії приладобудування та інформації за спеціальністю «економіст». До зарахування в загін космонавтів працювала інженером 2-ї категорії РКК «Енергія» і в Центрі управління польотами.
2009 року Сєровій була присвоєна кваліфікація «Космонавт-випробувач» РКК «Енергія». З 2011 Олена стала космонавтом-випробувачем загону космонавтів Роскосмосу.
15 грудня 2011 року призначена бортінженером до складу основного екіпажу корабля Союз TMA-14M, старт якого за програмою МКС-41/42 планувався у вересні 2014.
На відкритті Зимових Олімпійських ігор 2014 року в Сочі підняла прапор Російської Федерації у складі групи легендарних космонавтів Радянського Союзу та Росії на чолі з Сергієм Крікальовим.

### Космічний політ
25 вересня 2014 року о 23:25 за київським часом відбувся старт космічного корабля Союз ТМА-14М. Корабель зістикувався з МКС за «короткою схемою». Через шість годин, о 05:11 за київським часом, відбулося стикування з модулем «Пошук» Міжнародної космічної станції.
Після виходу корабля в космос не розкрилася одна із сонячних батарей, що розкрилася після стикування корабля з МКС о 5:50 за київським часом..
У польоті космонавти виконали технічні, технологічні, геофізичні, медичні та інші експерименти.
Космонавти прийняли і розвантажили вантажні кораблі «Прогрес М-25М» і «Дрегон SpX-5» (нім. Dragon SpX-5).
У польоті Олександр Самокутяев здійснив один вихід у відкритий космос.
На Землю космонавти повернулися 12 березня 2015 року.

### Після польоту
У лютому 2016 року Сєрової було присвоєно звання Герой Російської Федерації з врученням медалі «Золота Зірка». Також було присвоєно почесне звання «льотчик-космонавт РФ». Офіційне нагородження відбулося 10 березня 2016 року в Єкатеринінському залі Кремля.
У квітні 2016 року Олена Сєрова подала заявку на участь в праймеріз «Єдиної Росії» для висування на виборах депутатів Держдуми Федеральних у складі партійного списку кандидатів по Московській області. Брала участь у праймеріз як за партійним списком, так і по Коломенскому одномандатному округу № 119. За підсумками що відбулися 22 травня праймеріз Сєрова набрала понад 80 % голосів за висунення в Коломенському окрузі.
27 червня 2016 року партія «Єдина Росія» на своєму з'їзді висунула кандидатів у депутати Держдуми — 400 осіб за списками і 207 по одномандатних округах. Олена Сєрова була висунута лише за Коломенскому одномандатному округу № 119, у федеральний список вона включена не була.
На що відбулися 18 вересня 2016 року виборах Сєрова отримала в Коломенському окрузі 50,84 % голосів виборців при явці 38,64 %.
23 вересня 2016 року наказом начальника ЦПК звільнена від посади інструктора-космонавта-випробувача 2-го класу і звільнена з ЦПК у зв'язку з обранням депутатом Державної Думи РФ.
З 5 жовтня 2016 року — депутат Державної думи Федеральних зборів РФ VII скликання.

### Сім'я
Одружена з колишнім космонавтом-випробувачем РКК «Енергія» Марком Сєровим, виховує доньку: Сєрову Олену Марківну.

### Нагороди
- Герой Російської Федерації (15 лютого 2016 року) — за мужність і героїзм, показано протягом тривалого космічного польоту на Міжнародної космічної станції[11].
- Льотчик-космонавт Російської Федерації (15 лютого 2016 року) — за мужність і героїзм, показано протягом тривалого космічного польоту на Міжнародної космічної станції.